# Takano Isao
Takano Isao (tiếng Nhật: 高野 功, Takano Isaô, Cao Dã Công; 1943-1979), còn được viết là Takano Isayo, là một nhà báo người Nhật Bản. Ông là một trong những nhà báo quốc tế có mặt tường thuật tại chỗ trong Chiến tranh biên giới Việt–Trung 1979 và bị trúng đạn tử thương khi đang tác nghiệp tại Lạng Sơn. Ông còn là một dịch giả và từng chuyển thể các tác phẩm văn học nổi tiếng của Việt Nam như Áo trắng của nhà văn Nguyễn Văn Bổng và Mẹ vắng nhà của nhà văn Nguyễn Thi sang tiếng Nhật.

## Cuộc đời và sự nghiệp
Takano Isao sinh năm 1943 tại Kobe, Nhật Bản. Năm 1962, sau khi tốt nghiệp trường Đại học Công nghiệp Nhật Bản, ông vào làm việc tại một xưởng điện và gia nhập Đảng Cộng sản Nhật Bản. Năm 1967, ông được cử sang Việt Nam học tiếng Việt ở Đại học Tổng hợp Hà Nội, tốt nghiệp tại đây năm 1971.
Đầu năm 1972, Takano làm cán bộ Ban đối ngoại Trung ương Đảng Cộng sản Nhật Bản. Tháng 2 năm 1978, Takano là đặc phái viên, phóng viên báo Akahata - cơ quan ngôn luận của Đảng cộng sản Nhật Bản.
Sau khi Chiến tranh biên giới Việt–Trung 1979 nổ ra, Takano Isao cùng một số phóng viên Nhật Bản được cử lên Lạng Sơn để đưa tin. Sau khi phía Trung Quốc thông báo rút quân được 2 ngày, trưa ngày 7 tháng 3 năm 1979, Takano Isao cùng một phóng viên ảnh của báo Akahata là Nakamura Goro đến tác nghiệp tại khu vực đường Quang Trung, phường Chi Lăng, thị xã Lạng Sơn (nay là thành phố Lạng Sơn). Tại đây, bất thình lình quân Trung Quốc nổ súng tấn công vào 2 chiếc xe chở phóng viên. Takano Isao đã bị trúng một viên đạn xuyên qua thái dương khi đang chụp ảnh và tử vong tại chỗ.
Sau khi phía Việt Nam kiểm soát lại hoàn toàn thị xã Lạng Sơn, đã đánh dấu vị trí Takano ngã xuống bằng một mô đá nhỏ, trên đó cắm một tấm bảng gỗ đề "Đồng chí Isaô Takano bị bọn xâm lược Trung Quốc giết ngày ngày 7 tháng 3 năm 1979".
Phần mộ của ông hiện vẫn còn ở Nghĩa trang liệt sĩ thành phố Lạng Sơn, tỉnh Lạng Sơn. Tuy nhiên di cốt của ông đã được đưa về chôn cất ở chân núi Zaou (Zaō), tỉnh Miyagi (Nhật Bản).

## Vinh danh
Sau khi hy sinh, Takano Isao được Chủ tịch nước Việt Nam Tôn Đức Thắng ký quyết định truy tặng Huân chương Hữu nghị. Nhạc sĩ Phó Đức Phương cũng đã sáng tác nhạc phẩm "Takano – nhân chứng quả cảm" để tưởng nhớ ông. Bài hát là một khúc mặc niệm, khúc tráng ca. Day dứt, nao lòng. Hào hùng, xúc động. Giai điệu đậm chất dân gian, với sự kết hợp tài tình những luyến láy của dân ca Nhật Bản và làn điệu hát then của dân ca Việt Nam.
Ngày 5 tháng 3 năm 2019, nhân kỷ niệm 45 năm ngày quan hệ ngoại giao Việt Nam - Nhật Bản (1973-2018), một buổi tọa đàm với chủ đề "Nhà báo Takano Isao - Nhân chứng quả cảm" được tổ chức, giới thiệu cuộc đời và những di vật của ông.

## Đời tư
Ông lập gia đình với bà Michiko. Ông bà có với nhau một người con gái tên Emi sinh năm 1974.